# Sylvain Barrier
Sylvain Barrier, né le 20 octobre 1988 à Oyonnax (Ain), est un pilote de vitesse moto français, double champion du monde Superstock 1000 avec le team BMW Motorrad Italia GoldBet SBK. Il remporte le titre en 2012, et de nouveau en 2013.

## Biographie
Il court en FIM Superstock 1000 (en) depuis 2008, surtout avec une BMW finissant 6e en 2010 avec deux podiums, 4e en 2011 avec une victoire et 4 podiums, et champion en 2012 et 2013.  il a précédemment couru dans le Championnat d'Europe Superstock 600 en 2006 et 2007. À sa première saison dans le Championnat FIM Superstock 1000 en 2008, il a terminé 16e, et en 2009, il a terminé 5e deux ans sur une Yamaha.
Il fait ses débuts dans le Championnat du monde de Superbike sur le circuit de Jerez  finissant 12e de la course 1, et 13e dans la Course 2, marquant 7 points pendant le week-end.
Il participe au championnat FIM Superbike 2014 sur une BMW Evo du team BMW Motorrad Italia Superbike.
En 2015 il évolue à nouveau en Superstock 1000 au guidon de la Yamaha avec le Team Guandalini. 
En 2016 c'est sur une Kawasaki au sein du Team Pedercini que Sylvain Barrier fait son retour en Mondial Superbike.
Depuis 2022, il fait du coaching pour les pilotes professionnels et amateurs sur circuit.